# Flypaper (película de 1998)
Flypaper es una película de comedia independiente estadounidense de 1998, escrita y dirigida por Klaus Hoch y protagonizada por Craig Sheffer, Robert Loggia, Sadie Frost, John C. McGinley, Illeana Douglas, Talisa Soto y Lucy Liu. Cuenta tres historias entrelazadas de violencia, sexo y traición en el sur de California. La película se estrenó en el American Film Market en 1998 antes de ser lanzada directamente para video en 2000. La película ha sido criticada como una copia barata de Pulp Fiction.

## Argumento
En el sur de California, Laura contrata a Amanda como « señuelo de amor» para poner a prueba a su prometido, Joe, y decide castigarlo por coquetear con ella. Amanda conoce a Joe en un motel y finge interés en el BDSM; ella lo deja en ropa interior, con las muñecas y los tobillos esposados al armazón de la cama. Luego entra Laura, preparada para cortarle los genitales como venganza, pero se detiene cuando él rápidamente pasa de la negación de una aventura a una disculpa falsa por engañarla; declarándolo inmoral, ella se va.
Mientras tanto, los delincuentes Bobby Ray y Leon roban equipos y precursores de drogas de un laboratorio de metanfetamina y secuestran a la química Dot. En otro lugar, el constructor de viviendas Marvin ha estado cuidando a la yonqui Natalie; él y su empleado Jack la encuentran tirada al aire libre y la llevan a un motel para descansar. Bobby Ray va a la casa de Natalie con la intención de reconstruir el laboratorio de metanfetamina en su garaje y mantenerla adicta a cambio de sexo. Deja a Dot encadenada por el tobillo, pero ella escapa cortándose el talón con el borde de una lata de cerveza arrugada. Jerry, entusiasta de las serpientes, la encuentra cojeando, trata su herida, se enamoran y se casan impulsivamente. Cada uno de ellos toma un antídoto y consuman su matrimonio teniendo relaciones sexuales en una piscina vacía utilizada como pozo de serpientes para las serpientes de cascabel de Jerry.
Marvin se va a su apartamento y Natalie se despierta, consume metanfetamina y habla con Jack, lo que se transforma en tener sexo informal duro. Son interrumpidos por los gritos de Joe desde la habitación del motel contiguo; Jack lo libera. Mientras tanto, Marvin descubre que su apartamento ha sido saqueado por Bobby Ray y Leon, quienes lo golpearon por la ubicación de Natalie, pero se detuvieron después de que él les ofreció pagarles 200 000 dólares para que la dejaran en paz. Comienzan a conducir hacia el banco con Marvin en el maletero, pero se enteran de la habitación del motel de Natalie y entran a la fuerza. Jack golpea a Bobby Ray con un palo de golf, toma su arma e intercambian disparos. Bobby Ray y Leon se retiran al estacionamiento, donde su auto se avería. Amanda se ofrece a darles un arranque con pinzas, y Bobby Ray la engaña haciéndole creer que Marvin tiene agorafobia y logra conseguir el número de teléfono de Amanda. Mientras tanto, Leon consigue que Marvin acepte ayudarlo a traicionar a Bobby Ray.
Mientras conduce por el motel, Bobby Ray ve a Jack y Natalie y les dispara, pero alcanza a Joe. Jack y Natalie buscan a Marvin, que no contesta su teléfono, y discuten la posibilidad de que Marvin sea el padre de Natalie. Jack revela que Marvin habla muy bien de la madre de Natalie, quien la abandonó cuando ella tenía seis años, y cree que estaba enamorado de ella. Joe se despierta en una ambulancia, convencido de que Laura está intentando matarlo. Él la encuentra y discuten, y Laura se arrepiente de sus acciones y se disculpa, afirmando que sus celos le dificultan confiar en la gente. Joe afirma que todavía está enamorado de ella y se reconcilian.
En el estacionamiento del banco, después de recibir los 200 000 dólares, Leon le dispara a Bobby Ray en la cabeza y lo deja por muerto. Leon le explica a Marvin que usará el dinero para abrir un club de estriptis. Habiendo sobrevivido al disparo, Bobby Ray trata su herida y luego va a la casa de Natalie, creyendo que ella estaba detrás de la traición de Leon. Mientras le dispara a Natalie, Jack lo apuñala en la cabeza con un cuchillo. Aún vivo, Bobby Ray hace autoestop con una pareja de mediana edad que accede a conseguirle comida rápida de camino al hospital.
Marvin, Jack y Natalie desayunan juntos. Marvin admite que no está seguro de si es el padre de Natalie, pero le da una postal de su madre de cuatro años en Ecuador. En él, su madre le pide a Marvin que cuide de Natalie y que nunca diga nada sobre ella, y le explica: «Es demasiado tarde y demasiado complicado». Sin embargo, Marvin anima a Natalie a encontrar a su madre, creyendo que ambos necesitan un cierre por el abandono. Luego, Marvin anuncia que se retira de la construcción y está listo para invertir en el «estrafalario plan» de Jack, que no puede ser peor que el de Leon.

## Reparto
- Craig Sheffer como Bobby Ray.[4]
- Robert Loggia como Marvin.[4]
- Sadie Frost como Natalie.[4]
- John C. McGinley como Joe.[4]
- Illeana Douglas como Laura.[4]
- Sal Lopez como Leon.[4]
- Shane Brolly como Jack.[4]
- Talisa Soto como Amanda.[4]
- Lucy Liu como Dot.[4]
- James Wilder como Jerry.[4]
- Jeffrey Jones como Roger.[4]
- Julie White como Cindy.[4]

## Producción, estreno y recepción
Flypaper fue filmada en 1997, en el período comprendido entre el 9 de junio y el 16 de julio. John C. McGinley no fue elegido hasta una semana después del rodaje. La película se estrenó en el American Film Market (AFM), del 26 de febrero al 6 de marzo de 1998; fue lanzada directamente para DVD el 27 de junio de 2000 por Trimark Home Video.
TV Guide calificó la película como una de las «copias baratas de segunda categoría» de Pulp Fiction, y la criticó como simplemente una serie de historias extrañas entretejidas sin un «todo sustancial» y «la visión del mundo altamente idiosincrásica que hace que las películas de Quentin Tarantino sean tan singulares». Por el contrario, DVD Talk «recomendó muy altamente» tanto el DVD como la película, cuyas «extravagantes escenas», según dijeron, le dan «un valor de reproducción tremendamente alto» en video, por lo que debería valer la pena comprar el disco a pesar de los escasos materiales adicionales típicos de los lanzamientos de Trimark.
En 2011, Total Film clasificó la escena de sexo de Lucy Liu y James Wilder en una piscina sin agua llena de serpientes de cascabel como una de las «50 peores escenas de sexo de películas», aconsejando al público que mirara hacia otro lado cuando Liu y Wilder «copulan mientras serpientes irritadas muerden sus cuerpos desnudos».